# Stafanie Taylor
Stafanie Roxann Taylor (* 11. Juni 1991 in Spanish Town, Jamaika) ist eine west-indische Cricketspielerin, die seit 2008 für das West Indies Women’s Cricket Team spielt und zwischen 2015 und 2022 ihre Kapitänin war.

## Kindheit und Ausbildung
Taylor wuchs in Jamaika auf und spielte zunächst Fußball. Mit Cricket begann sie mit acht Jahren und absolvierte ihre erste Tour in Guyana mit 10 Jahren. Sie entschied sich für Cricket, da sie sich erhoffte, damit besser die Welt bereisen zu können.

## Sportliche Karriere

### Anfänge in der Nationalmannschaft
Taylor gab ihr Debüt in der Nationalmannschaft bei einer Reise in Europa im Sommer 2008. Zunächst konnte sie in ihrem zweiten WODI gegen Irland ein Half-Century über 66* Runs erzielen, bevor ihr bei ihrem WTwenty20-Debüt gegen den gleichen Gegner 90 Runs gelangen. Die Reise wurde in den Niederlanden fortgesetzt, bei der sie im dritten WODI als Spielerin des Spiels ausgezeichnet wurde, als sie 70 Runs erzielte und so den Seriensieg sicherte. Im März 2009 wurde sie zum Women’s Cricket World Cup 2009 in Australien nominiert. Dort eröffnete sie mit 4 Wickets für 17 Runs im Bowling gegen Südafrika das Turnier für ihre Mannschaft und ermöglichte so den Sieg. Dieser Sieg ermöglichte die Qualifikation für die Super-Six-Runde, in der sie gegen Pakistan ein Half-Century über 55 Runs erzielte, was jedoch nicht für einen Sieg ausreichte. Bei der ersten WTwenty20-Weltmeisterschaft im Juni des Jahres gelangen ihr gegen Südafrika (50 Runs) und Neuseeland (58* Runs) jeweils ein Fifty.
Im Oktober 2009 auf der Tour in Südafrika konnte sie im ersten WODI ein Century über 108* Runs aus 117 Bällen und im dritten WODI 66 Runs erreichen. Vor der nächsten Weltmeisterschaft bestritt sie mit dem Team eine Tour gegen Sri Lanka, bei der sie in den drei Spielen der WTwenty20-Serie drei Half-Centuries erzielte (50, 54* und 58 Runs). Bei der in den West Indies ausgetragenen ICC Women’s World Twenty20 2010 erzielte sie ihre beste Leistung miz 58* Runs bei der einzigen Niederlage in der Vorrunde gegen Australien. Sie erreichte mit dem Team das Halbfinale, in dem sie gegen Neuseeland unterlagen. Im Oktober 2010 bestritt sie ein Sechs-Nationen-Turnier in Südafrika, bei dem sie zunächst gegen die Niederlande ein Century über 147 Runs aus 141 Bällen erzielte, bevor sie jeweils ein weiteres Half-Century gegen Irland (68* Runs), Sri Lanka (83 Runs) und Pakistan (85* Runs) hinzufügte. Im Januar 2011 erzielte sie zwei weitere Fifties über 85* und 83 Runs in Indien.

### Aufstieg zur Kapitänin
Beim Women’s Cricket World Cup Qualifier 2011 konnte sie zunächst gegen Irland ein Century über 107 Runs aus 154 Bällen erreichen, bevor sie gegen Pakistan (66* Runs) und Sri Lanka (58 Runs) zwei weitere Half-Centuries erzielte. Im Februar 2012 kam Indien in die West Indies. In der WTwenty20-Serie gelang ihr ein Half-Century über 54* Runs im ersten Spiel. In der WODI-Serie erzielte sie im zweiten Spiel 75 Runs und im dritten Spiel 4 Wickets für 21 Runs, wofür sie als Spielerin der Serie ausgezeichnet wurde. Daraufhin folgte Sri Lanka in die West Indies, gegen die sie jeweils ein Fifty in der WODI-Serie (53 Runs) und WTwenty20-Serie (62 Runs) erreichte. Zur Vorbereitung auf die kommende Weltmeisterschaft spielten die West Indies eine Tour gegen Südafrika. Dort gelangen ihr im dritten Spiel neben 71 Runs Runs am Schlag auch 4 Wickets für 22 Runs im Bowling. Im abschließenden Spiel konnte sie mit 76 Runs das Unentschieden der Serie sichern und wurde als Spielerin der Serie ausgezeichnet. Beim Women’s Cricket World Cup 2013 konnte sie in der Vorrunde gegen Sri Lanka ein Century über 171 Runs aus 137 Bällen erzielen und so den Einzug in die Super-Six-Runde für die West Indies ermöglichen. Dort erreichte sie gegen Südafrika 75 Runs und wurde erneut als Spielerin des Spiels ausgezeichnet. Ihre Leistungen hatten wichtigen Anteil daran, dass das Team das Finale erreichte. Direkt im Anschluss daran bestritt sie mit dem Team eine WTWenty20-Serie in Sri Lanka, bei der ihr ein Fifty über 75 Runs gelang.
Ebenfalls im WTWenty20 konnte sie im Finale bei einem heimischen Drei-Nationen-Turnier gegen England im Oktober 2013 51 Runs erreichen und so als Spielerin des Spiels den Gewinn sichern. Daraufhin kam Neuseeland in die West Indies, gegen die sie im letzten WODI ein Century über 135 Runs aus 148 Bällen sowie 4 Wickets für 35 Runs erzielte und als Spielerin von Spiel und Serie ausgezeichnet wurde. Beim ICC Women’s World Twenty20 2014 im März des Folgejahres konnte sie gegen England und Sri Lanka jeweils 56 Runs erzielen und so die Grundlage schaffen für den Halbfinaleinzug ihrer Mannschaft. Die Saison 2014/15 begann mit zwei Half-Centuries (50 und 66 Runs) gegen Neuseeland und drei weiteren in Australien (95, 52 und 78 Runs). Im Mai 2015 gelang ihr auf der Tour in Sri Lanka sowohl ein Half-Century in den WODIs (86* Runs) als auch in den WTwenty20s (59* Runs). Im September 2015 wurde sie als Kapitänin der Nationalmannschaft ernannt und ersetzte damit Merissa Aguilleira. Ihre erste Tour in der neuen Funktion bestritt sie gegen Pakistan und konnte dort mit 98* und 87* Runs zwei Half-Centuries in den WODIs erreichen und wurde dafür als Spielerin der Serie ausgezeichnet. Im nationalen Cricket spielte sie von da an auch in der australischen Women’s Big Bash League für Sydney Thunder.

### Gewinn der World Twenty20
Im Frühjahr 2016 reiste sie mit dem Team nach Südafrika und konnte dort jeweils ein Fifty in den beiden Serien erzielen (79 und 63 Runs). Im Sommer folgte der ICC Women’s World Twenty20 2016. In der Vorrunde erzielte sie 3 Wickets für 13 Runs und 40 Runs am Schlag gegen Bangladesch und wurde dafür als Spielerin des Spiels ausgezeichnet. Als Gruppenzweite qualifizierten sie sich für das Halbfinale und konnten sich dort gegen Neuseeland durchsetzen, unter anderem auf Grund der 3 Wickets für 26 Runs durch Taylor. Im Finale trafen sie auf Australien und Taylor konnte mit ihrem Half-Century über 59 Runs einen entscheidenden Beitrag zum Gewinn des Turniers machen. Auch wurde sie für ihre Leistungen als Spielerin des Turniers ausgezeichnet.
Im Oktober 2016 konnte sie drei Half-Centuries gegen England erzielen (56, 85 und 57 Runs). Es folgte eine Tour in Indien, bei der sie ein Fifty über 90 Runs in den WTWenty20s erreichte. Beim Women’s Cricket World Cup 2017 war ihre beste Leistung 90 Runs gegen Pakistan, jedoch reichte dieses nicht, um sich für das Halbfinale zu qualifizieren, und so schied man in der Vorrunde aus. Die Saison 2017/18 beinhaltete zwei Half-Centuries gegen Sri Lanka (60* und 55 Runs) und drei in Neuseeland (90, 86 und 51* Runs). Beim ICC Women’s World Twenty20 2018 war ihre beste Leistung 4 Wickets für 12 Runs in der Vorrunde gegen Südafrika. Mit dem Team erreichte sie das Halbfinale, wo sie gegen Australien ausschieden.

### Verlust der Kapitänsrolle
Im Februar 2019 erzielte sie zwei Half-Centuries gegen Pakistan (58 und 52 Runs). Im Mai 2019 folgte eine Tour in Irland, wobei sie 75 Runs in den WTwenty20s erzielte. In der Saison 2019/20 konnte sie 70* Runs gegen Australien erreichen, ebenso wie zwei Fifties (94 und 79 Runs) gegen Indien, für die sie als Spielerin der Serie ausgezeichnet wurde. Beim ICC Women’s T20 World Cup 2020 konnte sie nicht herausragen und verletzte sich im vorletzten Spiel. So schied sie mit dem Team schon in der Vorrunde aus.
Nach der Pause auf Grund der COVID-19-Pandemie konnte sie im Juli 2021 gegen Pakistan in den WODIs ein Century über 105 Runs aus 116 Bällen erreichen und in den WTwenty20s 4 Wickets für 17 Runs. Als man im November des Jahres im Gegenzug Pakistan besuchte, gelang ihr dort abermals ein Century über 102* Runs aus 117 Bällen. Beim Women’s Cricket World Cup 2022 erzielte sie gegen Australien ein Fifty über 50 Runs und gegen Bangladesch 3 Wickets für 29 Runs. Sie führte das Team ins Halbfinale, bei dem sie gegen Australien 48 Runs erreichte, was die deutliche Niederlage jedoch nicht verhindern konnte. Im Juni 2022 wurde sie dann durch Hayley Matthews als Kapitänin der West Indies ersetzt.
Im September 2022 erzielte sie bei der WODI-Serie gegen Neuseeland ein Fifty über 51* Runs und wurde dafür als Spielerin des Spiels ausgezeichnet. Jedoch musste sie das Spiel auf Grund einer Verletzung abbrechen. Mit einer Rückenverletzung musste sie dann mehrere Monate aussetzen. Daraufhin erhielt sie beim ICC Women’s T20 World Cup 2023 zwei Einsätze und konnte dort gegen Indien 42 Runs erreichen.